# Mangostin (Farbstoff)
Mangostin (auch Mangostan) ist ein Pflanzenfarbstoff aus der Gruppe der Xanthone, welcher aus verschiedenen Teilen der tropischen Baumart Mangostane (Garcinia mangostana) sowie aus einigen Achariaceae (etwa Hydnocarpus octandra oder H. venenata) gewonnen werden kann.

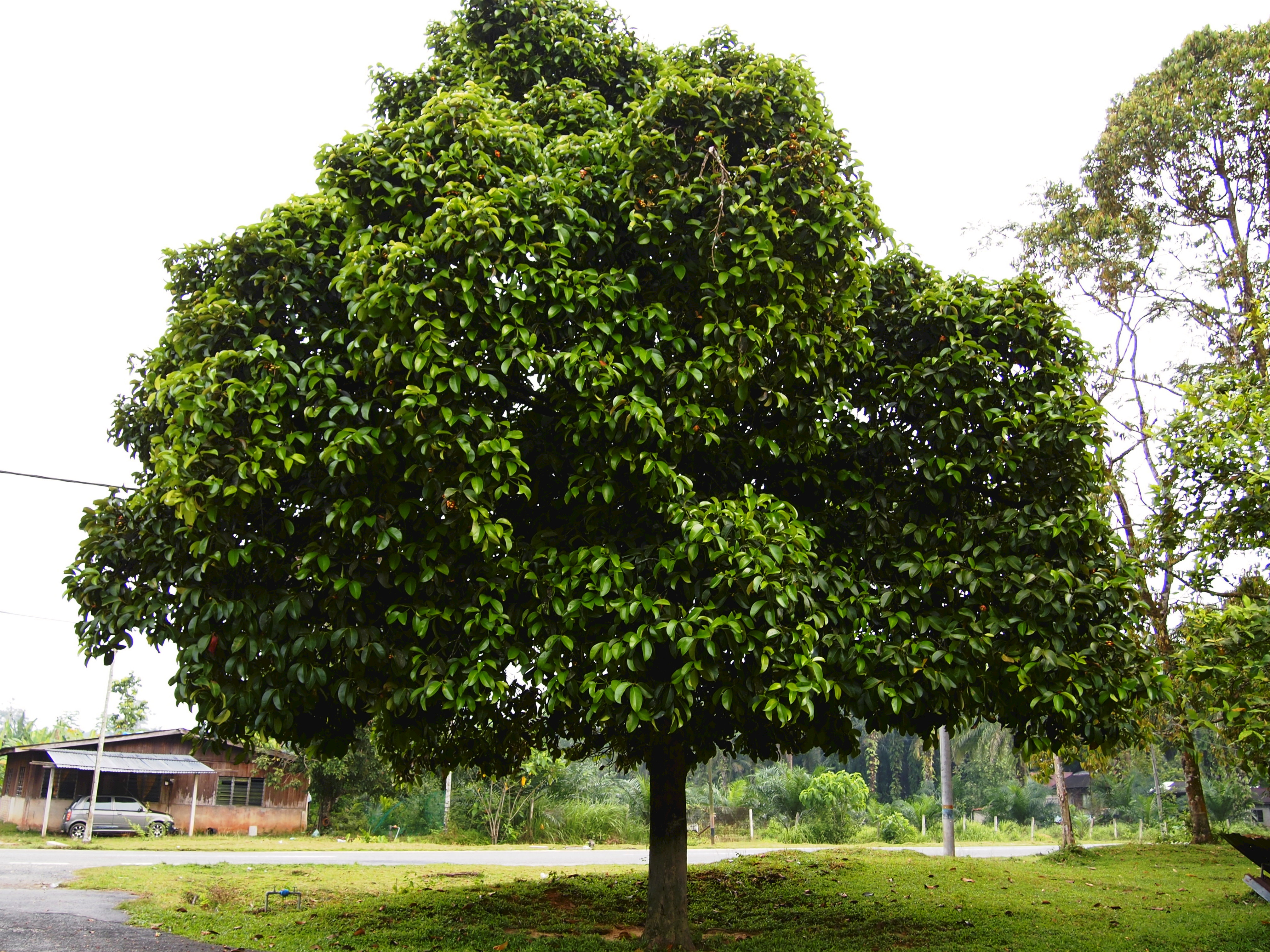
Mangostan-Baum (Garcinia mangostana)

## Chemie und Eigenschaften
Die gelbe kristalline Substanz besitzt ein 9H-Xanthon-Grundgerüst, das mehrfach mit Hydroxy-, 3-Methyl-2-Butenyl- und einer Methoxy-Gruppe substituiert ist; sie ist damit ein natürliches Polyphenol. Mangostin ist einer der Stoffe, der Bestandteilen des Mangostinbaumes seine gelbe Farbe verleiht. Die geruch- und geschmacklosen, goldgelb-glänzenden Plättchen lösen sich nicht in Wasser, dagegen gut in Ether, Ethanol und verdünnten Säuren und Laugen. Schon bei der Publikation in Justus Liebigs Annalen der Chemie 1855 wurde die reduzierende Wirkung – etwa auf Metalloxide – beschrieben.

## Medizinische Eigenschaften und Verwendung
In den letzten Jahren werden dem Mangostin wie auch anderen natürlichen Polyphenolen positive Gesundheitseffekte zugesprochen, weshalb es in Form von Zusätzen in Gesundheitsdrinks und als Pulver in den Handel kommt. Das Mangostin und ähnliche Xanthone werden danach auf vielfältige biologische Effekte hin untersucht, wie z. B. antioxidierende, antibakterielle und entzündungshemmende Eigenschaften. Die Wirkung gegen Entzündungen beruht nach Studien aus 2007 auf der Hemmung der Cyclooxygenasen COX-1 und COX-2. Bei der vermuteten Wirkung bei Krebserkrankungen löst das α-Mangostin in den Krebszellen den Zelltod aus, die sogenannte Apoptose. In Zell- und Organkulturen von Mäusen unterdrückte α-Mangostin in Konzentrationen ab 1 μg·ml−1 die Bildung von Karzinomen mittels des Karzinogens 7,12-Dimethylbenzo[a]anthracen.